# Lozno-Oleksandrivka
Lozno-Oleksandrivka (ukrainien : Лозно-Олександрівка, russe : Лозно-Александровка) est une commune urbaine de l'oblast de Louhansk, en Ukraine. Elle compte 856 habitants en 2021.